# Wonder Man
Wonder Man (echte naam Simon Williams) is een fictieve superheld uit de strips van Marvel Comics, en was lange tijd lid van de Avengers. Hij werd bedacht door Stan Lee en Jack Kirby, en verscheen voor het eerst in Avengers Vol. 1, #9 (Oktober 1964).

## Biografie
Simon Williams was de zoon van een rijke industrieëel, en de eigenaar van Williams Innovations. Een van zijn grootste concurrenten was het bedrijf van Tony Stark, alias Iron Man. Door deze concurrentie liep Simons bedrijf veel winst mis. Op advies van zijn broer Erik probeerde Simon fondsen van het bedrijf achter te houden, maar hij werd ontdekt en opgesloten. Simon gaf Stark de schuld van alles. Toen de superschurk Baron Zemo, die een pion nodig had om te infiltreren bij de Avengers, Simon zijn hulp aanbood, ging Simon direct akkoord. Door een van Zemo's experimenten veranderde Simon in een ion-aangedreven wezen genaamd Wonder Man.
Als Wonder Man werd Simon lid van de Avengers, met het plan hen op een cruciaal moment te verslaan. Om te zorgen dat Wonder Man loyaal aan hem bleef maakte Zemo Simon wijs dat hij in zijn huidige vorm regelmatig een dosis van een serum moet innemen om te overleven, een serum dat alleen Zemo hem kon geven.
Het plan mislukte echter toen Wonder Man besloot de Avengers te redden, blijkbaar ten koste van zijn eigen leven. Iron Man wist echter Wonder Mans hersenpatronen te kopiëren en bewaarde die in de hoop dat hij op een dag weer tot leven kon worden gewekt. Wat de Avengers niet wisten was dat Wonder Man’s lichaam gewoon een catatone toestand had betreden en zich aanpaste aan de effecten van de behandeling die hem zijn krachten had gegeven. Wonder Man’s broer Eric gaf de Avengers de schuld van de "dood" van Simon en werd zelf de superschurk Grim Reaper.
Wonder Man verbleef jarenlang in schijndode toestand. Gedurende deze periode stal Ultron Wonder Mans hersenpatronen die de Avengers hadden opgenomen en gebruikte ze voor zijn robot Vision.
Wonder Man werd meerdere malen als pion gebruikt tegen de Avengers. Onder andere door Kang the Conqueror, Black Talon en zelfs door zijn eigen broer Grim Reaper. Uiteindelijk keerde hij bij de Avengers terug en werd goede vrienden met Beast. In de eerste maanden na zijn terugkeer heerste bij Wonder Man de angst om opnieuw te sterven in een gevecht, maar hij wist deze angst te overwinnen in een gevecht met Korvac.
Wonder Man sloot zich aan bij het Avengers-spin-offteam de West Coast Avengers. Hij ontwikkelde een grote rivaliteit met Iron Man, en accepteerde Vision uiteindelijk als zijn "broer" aangezien Vision zijn hersenpatronen bevatte. Echter, toen Vision zwaar beschadigd raakte en zijn geheugen werd gewist stond Wonder Man niet toe dat zijn hersenpatronen opnieuw gebruikt werden om Vision te repareren aangezien hij zelf een oogje had op Visions vrouw Scarlet Witch. Toen de West Coast Avengers uit elkaar gingen richtte Wonder Man het team Force Works op.
Tijdens een ongeluk in de ruimte werd Wonder Man geheel veranderd in een wezen van pure ionische energie. Tijdens een missie tegen de alien Kree desintegreerde Wonder Man door een ontploffing.
Vele maanden later bracht Scarlet Witch Wonder Man per ongeluk weer tot leven in zijn ionische vorm, en later in een meer menselijke vorm. Hij werkt momenteel voor S.H.I.E.L.D.

## Krachten en vaardigheden
Toen Zemo de ionische energie gebruikte om Simon Williams zijn krachten te geven, pakte dit zelfs beter uit dan hij had durven hopen. Wonder Man bezit bovenmenselijke kracht bijna gelijk aan dat van Thor. Verder beschikt hij over bovenmenselijke snelheid, reflexen en onkwetsbaarheid (hoewel niet geheel onkwetsbaar, aangezien hij al eens gedood is). In het begin gebruikte Wonder Man een raketriem om te vliegen, maar later leerde hij hoe hij kon vliegen via ionische voortstuwing.
In zijn ionische vorm namen Wonder Mans kracht en snelheid nog verder toe, en kreeg hij de gave om de dimensies van zijn lichaam te veranderen. Verder kon hij energie afschieten uit zijn ogen. Inmiddels heeft Wonder Man weer een menselijke vorm, maar indien nodig kan hij weer een ionvorm aannemen.

## Wonder Man in andere media
Wonder Man was een vast personage in de animatieserie The Avengers: United They Stand, waarin zijn stem werd gedaan door Hamish McEwan.
Ook speelde Wonder Man een rol in de animatieserie The Avengers: Earth's Mightiest Heroes, waarin de Nederlandse stem van Wonder Man wordt gedaan door Niels Croiset. 